# Cinnyris afer
El suimanga bicollar (Cinnyris afer) es una especie de ave paseriforme de la familia Nectariniidae. Propia del sur de África.

## Descripción
El suimanga de doble collar mayor mide 14 cm de largo y presenta un claro dimorfismo sexual. El macho adulto tiene un aspecto brillante y son verde metálico su cabeza, parte superior de la garganta y la espalda. Tiene una amplia banda de color rojo intenso en el pecho, separado  por una estrecha banda de color azul metálico. El resto de las partes inferiores son de color gris pálido. Cuando se muestra, penachos de plumas amarillas se pueden ver en los hombros. La hembra por su parte presenta un plumaje gris pálido por todo el cuerpo, siendo las alas más oscuras. 

## Distribución y hábitat
Se encuentran en el sur de Sudáfrica. Se trata principalmente de residentes, pero en parte son migratorios en el nordeste de su zona de expansión. Es común en los jardines, fynbos, los bordes del bosque y matorral costero.

## Taxonomía
Las subespecies C. a. stuhlmanni y  C. a. prigoginei son también conocidas como:
- Cinnyris stuhlmanni
- Cinnyris prigoginei